# 陳錫蕃
陳錫蕃（1934年2月11日—），祖籍湖南，出生于江苏南京，中华民国外交官，教授。

## 生平
陳錫蕃于1934年2月11日生于南京，1946年到1948年在今南京市第五中学学习。民國卅八年（1949年）隨父亲調任離開南京赴菲律賓，在菲律宾上完了高中、聖道頓馬士大學以及研究所。高中畢業后，他到中华民国駐菲律賓大使館任雇員，任滿六年後升任駐菲律賓大使館主事。碩士毕業後，他到台湾參加了外交特考，民國四十九年（1960年）入中华民国外交部任职。歷任中华民国外交部秘书、專員、中南美司科長、條約法律司司長、國際組織司司長、常務次長、總統府副秘書長，并且曾经担任駐巴西大使館二等秘書、一等秘書，駐阿根廷大使館參事，駐玻利維亞大使館參事，駐亞特蘭達總領事，駐芝加哥辦事處處長，駐洛杉磯辦事處處長，駐美国副代表，駐美国代表。民国八十九年（2000年）3月，他在华盛顿退休。
此后他任国家政策研究基金会国安组召集人、美国马里兰大学客座教授、台湾淡江大学美国研究所特约讲座教授、台湾师范大学翻译所客座教授。